# Spinifex sericeus
Spinifex sericeus is een plantensoort uit de grassenfamilie (Poaceae). Het is een veste grasplant smet sterk vertakte en geknoopte kruipende halmen. De wortelstok is langwerpig. De leerachtige bladschede is sterk zenuwachtig en zijdeachtig behaard.
De soort komt voor van Zuid- en Oost-Australië tot op de eilanden Nieuw-Caledonië en Tonga en in Nieuw-Zeeland. In Nieuw-Zeeland groeit de soort in zandige omgevingen nabij de kust, zoals zandstranden en duinen. In Australië groeit hij ook in kust- en duingebieden.